# I maledetti di Broadway
I maledetti di Broadway (Bloodhounds of Broadway) è un film del 1989 diretto da Howard Brookner. La pellicola è basata su quattro storie vere scritte da Damon Runyon, ed è interpretata da Matt Dillon, Jennifer Grey, Anita Morris, Julie Hagerty, Josef Sommer, Rutger Hauer, Madonna, Esai Morales e Randy Quaid.

## Trama
È l'ultimo dell'anno del 1928 e a New York una dama dell'alta società, Harriet Mackyle, sta organizzando una festa di quelle a cui nemmeno Broadway ha mai assistito. Tutta la New York mondana sarà presente: tra gli altri anche il grande giocatore d'azzardo e donnaiolo The Brain, il quale, ferito a morte, fa testamento a favore di una fioraia; lo sfortunato suonatore di bicchierini Regret; lo squattrinato Feet Samuels; e la ballerina più desiderabile di tutta Broadway, Hortense Hathaway, che canta e balla facendo il doppio-gioco tra Regret e Feet Samuels e intanto medita di ritirarsi in campagna. Nelle ore finali, poco prima del calar del sole, enormi fortune vengono perdute e vinte, sono commessi crimini e sbocciano nuovi amori, nella notte che si preannuncia come l'ultimo e il più grande banchetto dell'età del jazz.

## Produzione
William S. Burroughs, uno dei padri della beat generation, interpreta un piccolo ruolo nella parte di un cameriere.
Nel film Madonna interpreta la canzone I surrender, dear in duetto con Jennifer Grey.
Il regista Howard Brookner, malato di AIDS, morì poco dopo aver terminato le riprese del film.